# Менчик, Ольга Францевна
Ольга Францевна Менчик (Рубери) (чеш.  Olga Menčíková, англ. Olga Menchik Rubery; 16 февраля 1908, Москва — 27 июня 1944, Лондон) — российская, чехословацкая и английская шахматистка; младшая сестра первой чемпионки мира по шахматам Веры Менчик. Как представительница Чехословакии Ольга участвовала в чемпионатах мира среди женщин: 1935 — 4-е место среди 10 участниц; 1937 — 17–20-е места среди 26 участниц.

## Биография
Родилась в Москве  в 1908 году. Отец, Франц Менчик, — чех, мать, Ольга Иллингворт, — англичанка.
Осенью 1921 года семья Менчик переехала в Англию, в город Гастингс, который был всемирно известен своим шахматным клубом и ежегодными международными турнирами.
Принимала участие в чемпионатах Англии среди девушек в возрасте до 21 года: 1926 — 3-е место среди пяти участниц (победила Вера Менчик), 1927 — 2-е место среди шести участниц (победила Вера Менчик).
Как представительница Чехословакии участвовала в чемпионатах мира среди женщин: 1935 — 4-е место среди 10 участниц; 1937 — 17–20-е места среди 26 участниц.
В замужестве носила фамилию Рубери (Rubery).
В ночь на 27 июня 1944 года в дом семьи Менчик в Лондоне попала ракета Фау-1. Погибли также её мать и старшая сестра, чемпионка мира Вера Менчик.